# Petra Coria Cabero
Petra Coria Cabero   (Ampudia, 13 de març de 1937 - 20 de maig de 2024) nom artístic de Petra Coria Cabero, va ser una colorista de còmics espanyola. Va treballar majoritàriament per sèries de còmic francobelga com Bob Morane, Ramiro, Bruce J. Hawker i XIII, entre d'altres.

## Biografia
Petra Coria, va néixer a Ampudia, un municipi de la província de Palència. Va viure uns anys a Bèlgica i, posteriorment, va anar a viure a Santander amb el seu marit el dibuixant de còmic William Van Cutsem, més conegut com a William Vance. Va treballar com a colorista en la majoria dels àlbums dibuixats pel seu marit i el seu germà Felicísimo Coria, un dibuixant de còmics assistent de William Vance i continuador de la sèrie Bob Morane a partir del 2018 quan va morir William Vance.
Va col·laborar amb dibuixants com a colorista i en algun cas com a retolista amb; William Vance en set sèries i quaranta-tres àlbums, Blueberry (Marshal), Bob Morane (1976) i Bruce J. Hawker, entre d'altres. Amb Jean Giraud (Moebius), en dues sèries i tres àlbums i amb Greg (Michel Regnier), en una sèrie i dos àlbums.